# Seznam držav po pridobivanju urana
Seznam držav po pridobivanju urana leta 2013. Rudarjenje urana je zelo nestabilna industrija, glavne proizvajalke ostajajo enake, vrstni red pa se od leta do leta spreminja. 
Velika večina urana se porablja kot gorivo v jedrskih elektrarnah, majhen del se porabi tudi za jedrsko orožje in druge aplikacije, npr. medicina.
Trenutno je poraba urana za večja od proizvodnje, del jedrskega goriva za elektrarne se pridobi z reprocesiranjem jedrskega goriva (MOX gorivo), del pa od razgradnje jedrskih orožij v programu Megatone v Megavate. 
Proizvodnja urana se bo v prihodnosti najverjetneje povečala. 

## Okvirni podatki za leto 2011 in 2013
| Uvrstitev | Država                 | Proizvodnja leta 2013 (v tonah U) | Proizvodnja leta 2011 (v tonah U3O8) | Delež svetovne proizvodnje |
| --------- | ---------------------- | --------------------------------- | ------------------------------------ | -------------------------- |
|           | Svet                   | 59 370                            | 63282                                |                            |
| 1         | Kazakhstan             | 22 451                            | 20994                                | 37,8%                      |
| 2         | Kanada                 | 9 331                             | 11536                                | 15,7%                      |
| 3         | Avstralija             | 6 350                             | 6957                                 | 10,7%                      |
| 4         | Niger                  | 4 518                             | 4950                                 | 7,6%                       |
| 5         | Namibija               | 4 323                             | 5302                                 | 7,3%                       |
| 6         | Rusija                 | 3 153                             | 687                                  | 5,3%                       |
| 7         | Uzbekistan             | 2400                              | 2829                                 | 4,0%                       |
| 8         | ZDA                    | 1 792                             | 1957                                 | 3,0%                       |
| 9         | Kitajska               | 1 500                             | 75                                   | 2,5%                       |
| 10        | Malavi                 | 1 132                             | 790                                  | 1,9%                       |
| 11        | Ukrajina               | 922                               | 1002                                 | 1,6%                       |
| 12        | Južnoafriška republika | 531                               | 1002                                 | 0,9%                       |
| 13        | Indija                 | 385                               | 471                                  | 0,6%                       |
| 14        | Brazilija              | 231                               | 174                                  | 0,4%                       |
| 15        | Češka republika        | 215                               | 299                                  | 0,4%                       |
| 16        | Romunija               | 77                                | 90                                   | 0,1%                       |
| 17        | Pakistan               | 45                                | 53                                   | 0,1%                       |
| 18        | Nemčija                | 27                                | 23                                   | 0,0%                       |
| 19        | Francija               | 5                                 | 8                                    | 0,0%                       |